# Ярослав Чермак
Ярослав Чермак (чеськ. Jaroslav Čermák; 1 серпня 1830, Прага — 23 квітня 1878, Париж) — чеський художник та іконописець, відомий насамперед своїм історичним живописом. Багато його картин знаходиться в національній галереї Праги

## Біографія
Чермак народився в Празі. Будинок його народження за адресою «Betlémské náměstí 10» (Бетлемська площа № 10) відтоді прикрашає пам'ятна статуя дівчини, увінчаної лавром, із золотим написом його прізвища. У дитинстві Чермак отримав травму стегна, і через подальші ускладнення провів частину свого дитинства, прикутим до ліжка через вузьку грудну клітку. Цей нещасний випадок, очевидно, надихнув його мистецькі початки, оскільки, перебуваючи в ліжку, позбавлений можливості рухатися, він виявив інтерес до малювання. Меценатством у мистецтві займалася родина Histille; його мати анонімно підтримувала відому чеську письменницю Божену Немцову.

З 1847 по 1848 рік Чермак навчався в Академії красних мистецтв у Празі як учень Крістіана Рубена. Бажанням Чермака було стати історичним художником; оскільки він вважав, що навчання в Празі буде недостатнім, він поїхав до міста Антверпен, де навчався у Густава Вапперса та Луї Галле. У 1852 році оселився в Парижі; однак багато подорожував Європою і часто повертався на батьківщину. Він часто відвідував Чорногорію, а в 1862 році брав участь в Боснійсько-герцеговинському повстанні (1875—1877). За мужність у бою був нагороджений медаллю з рук Ніколи I Петровича, гостем якого він часто був. Його іменем названо одну з вулиць у Подгориці. У 1874 році він спроєктував і побудував власний будинок у Парижі.
Через свою сестру Марію Чермак був зятем Єжи Константи Чарторийського. Помер 1878 року в Парижі. Після перенесення в 1888 році його останків до Праги похований на Ольшанському цвинтарі цього міста.